# Ufoglaube
Als Ufoglaube oder UFO-Religion bezeichnet man die neureligiösen Ansichten von unterschiedlich stark organisierten Gruppen und ihren Propheten, die nach eigenem Verständnis in Kontakt mit Außerirdischen stehen. Das UFO-Phänomen erregte seit 1947 (UFO-Sichtung von Kenneth Arnold) größere Aufmerksamkeit. In der Folgezeit entstanden verschiedene religiöse Gruppen, die außerirdische Wesen in ihren Glauben integriert haben. Inhalte des religiösen Gedankenguts dieser Gruppen lassen sich teilweise bis zu den okkulten, theosophischen und esoterischen Traditionen des 19. Jahrhunderts zurückverfolgen. Oft werden Elemente christlicher Religion wie zum Beispiel die Figur Jesu Christi in das eigene Weltbild integriert.
Vom religiösen Ufoglauben ist der grenzwissenschaftliche Forschungszweig der Ufologie zu unterscheiden.

## Vorherrschende Überzeugungen
Die außerirdischen Wesen werden meist als spirituell und moralisch weit überlegen angesehen. Ernst Benz hat nachgewiesen, dass dies ein typischer Zug der Auseinandersetzung mit der Möglichkeit außerirdischer Welten in den vorangehenden Jahrhunderten (seit der kopernikanischen Wende) ist. Verbreitet sind auch Heilsversprechen, die die Rettung der Gläubigen am Jüngsten Tag durch UFOs beinhalten.
Während in manchen Glaubenssystemen ein stark millenaristischer Zug hervortritt (z. B. Ashtar Command), sind andere Gruppen (z. B. Scientology) nicht apokalyptisch. Typisch ist ein deutlicher Technologiebezug, wobei sowohl technologiekritische (der technische Fortschritt der Menschheit sei eine Bedrohung für die Erde) als auch begeisterte Stimmen (der technische Fortschritt diene dem Segen der Menschheit) vorkommen. Manche Bewegungen weisen darin Ähnlichkeiten zu melanesischen Cargo-Kulten auf. Zentral ist meistens der Versuch, Technik und Spiritualität bzw. Wissenschaft und Religion zu versöhnen. Ähnliche Ideen werden in der (nichtreligiösen, parawissenschaftlichen) Prä-Astronautik vertreten. Der Präastronautiker Robert Charroux behauptete Tiwanaku sei die älteste Stadt der Welt und einst von „Wesen von der Venus“ bevölkert gewesen.

## Religiöse Gruppen
Als eines der ersten Bücher des Ufoglaubens zählt Samael Aun Weors Werk Cosmic Ships aus dem Jahr 1955.
Die weltweit größte UFO-Religion ist der Raelismus. Weniger verbreitet sind beispielsweise Aetherius Society, Ashtar Command, Unarius, Chen Tao, Eduard Albert Meiers Gruppe F.I.G.U., in der antisemitische Lehren verbreitet werden, oder Uriellas Orden Fiat Lux. Auch Scientologen haben mit Xenu Elemente eines Ufoglaubens in ihrer Lehre. In die Schlagzeilen kamen 1997 Heaven’s Gate durch einen kollektiven Selbstmord und 1998 das Trainingszentrum zur Freisetzung der Atmaenergie durch einen möglicherweise verhinderten kollektiven Selbstmord.